# 于梅玲
于梅玲（う ばいれい、1967年11月21日 - ）は、中国の囲碁棋士。河南省出身、中国囲棋協会所属、四段。女子名人戦優勝、山水黔城杯国際女子プロ囲棋選手権戦ベスト4など。

## 経歴
洛陽に生まれ、6歳の時に汪見虹の師である兪兆昌に碁を学ぶ。7歳で少年体育学校に入り、11歳で河南省囲棋隊入り。1982年に三段に認定され、同年の第1回昇段戦で四段昇段。その後洛陽の実家に帰り、小学校で子供達に囲碁を教えた。この時教えた子供の中に、周鶴洋や梁雅娣がいる。1995年には、済南、煙台、大連などでの囲碁教師を経て、鄭州の中信少年集訓隊で王剑坤の手助けを務めた。
1999年に庫弥勒杯女子大会に出場し、張璇、葉桂、華学明などに勝ち、豊雲に敗れて2位の成績を収める。2001年に蜻蛉文具杯女子戦で優勝、山水黔城杯ベスト4。2002年に女子名人戦優勝。2004年からは任齊魯夕刊棋院のアマチュア囲棋訓練隊コーチを務める。

### タイトル歴
- 蜻蛉文具杯女子快棋戦 2001年
- 女子名人戦 2002年
- 女子精鋭戦 2005年

### その他の棋歴
- 山水黔城杯国際女子プロ囲棋選手権戦 ベスト4 2001年
- 庫弥勒杯女子大会 準優勝 1998年
- 全国囲棋個人戦女子の部 2002年5位
- リコー杯囲棋混双戦  2003年優勝（聶衛平とペア）